# Macomb, Illinois
Macomb är en stad (city) i McDonough County, i delstaten Illinois, USA. Enligt United States Census Bureau har staden en folkmängd på 19 280 invånare (2011) och en landarea på 27,7 km². Macomb är huvudort i McDonough County.

## Kända personer från Macomb
- Elizabeth Magie, spelutvecklare
- Edward Thomas Noonan, politiker